# Fosfato de tri-2-naftila
Fosfato de tri-2-naftila ou fosfato de trinaftalen-2-ila é o composto orgânico aromático de fórmula C30H21O4P e massa molecular 476,46177. É o éster (triéster) do ácido fosfórico e 2-naftol.
Pode ser sintetizado pela reação de 2-naftol, hidróxido de sódio e oxicloreto de fósforo usando-se um catalisador de transferência de fase (PTC, do inglês phase transfer catalyst).